# Palmerstown
Palmerstown (en gaèlic irlandès Baile Phámar) és un barri de Dublín, al comtat de Dublín Sud, a la província de Leinster. Es troba a 8 kilòmetres a l'oest del centre de Dublín. L'àrea és rodejada al nord pel riu Liffey, a l'oest per Lucan i Clondalkin, al sud amb Ballyfermot i a l'oest amb Chapelizod.

## Situació
La zona està situada prop d'un encaix major de l'autovia M50 (Des del Nord cap al Sud) i la carretera N4 (des de l'Est a l'Oest). Abans de la construcció de la N4 (La qual funciona com l'artèria principal de tràfic entrant i sortint de la ciutat de Dublín des d'i cap a l'Oest). La vella carretera Lucan (Dublín) era el principal camí d'entrada a la ciutat des de l'Oest i passa a través del poble de Palmerstown.

## Townlands
La parròquia civil de Palmerstown és la parròquia més septentrional de la Baronia d'Uppercross. La major part de Palmerstown s'ha desenvolupat amb propòsits residencials, de transports i comercials. Els principals townlands són:
- Palmerstown Lower
- Palmerstown Upper
- Irishtown
- Saintlaurence
- Johnstown
- Palmerstown Manor
- Yellow Walls
- Fonthill
- Redcowfarm
- Woodfarm
- Quarryvale
- Brooklawn

## Centres d'interès
Palmerstown està situat prop del Centre Comercial Liffey Valley el qual s'assenta al costat oposat de la M50 i pren el seu nom del pintoresc Vall Liffey que s'assenta a la rodalia. Un dels seus pubs més famosos és «The Silver Granite», un edifici de dues plantes que va ser construït en 1963.
L'hospital Stewarts el qual proporciona cures a persones amb deficiències mentals, està situat just fos del poble de Palmerstown. L'impressionant edifici de l'hospital que mira cap al riu Liffey també és un centre administratiu per al Servei Executiu de Salut, el qual és responsable de proveir serveis socials a la població. L'hospital stewart també té una petita escola per a discapacitats mentals i un centre esportiu i d'oci per al públic en general, a més, també alberga un campament d'estiu tots els anys.